# Wyvern (Schiff)
Die Wyvern (ex-Tatjana, ex-Havfruen) ist eine norwegische Segelyacht vom Typ Ketsch. Konstrukteur des 1897 fertiggestellten Bootes war Colin Archer.

## Schiffsgeschichte
Gebaut wurde die Wyvern von Thor Martin Jensen in der Porsgrunn Baatbyggeri als Vergnügungsyacht für den britischen Holzhändler Frederick Croft, der an der südnorwegischen Küste in Stathelle wohnte. Croft, ein passionierter Segler, der mehrfach die Nordsee überquerte, benannte das am 10. August 1897 vom Stapel gelaufene Schiff nach dem mythologischen Drachen, der sich auch auf seinem Familienwappen befand.
1909 wurde das Schiff nach Kiel verkauft und in Tatjana umbenannt. Nach dem Ersten Weltkrieg kehrte sie zurück nach Norwegen. 1924 kaufte sie Rolf Thommessen, der Herausgeber der Zeitung Tidens Tegn, und taufte sie in Havfruen III („Meerjungfrau III“) um. Nach zehn Jahren bei Thommesen wurde die Yacht nach Großbritannien verkauft. Schließlich geriet sie an das Ehepaar Anne und Terrence Carr, das von 1947 an 27 Jahre auf dem Schiff lebte. Sie überquerten auf der Wyvern zwölfmal den Atlantik und rundeten in den 1950er Jahren einmal die Erde.
1978 wurde die Wyvern in schlechtem Zustand auf Ibiza entdeckt und zurück nach Norwegen gebracht. Dank Geldern aus der Ölbranche wurde das Boot in Werften in Dåfjord in Stord (Rumpf), Stavanger (Ausstattung) und Risør (neues Rigg) restauriert und am 21. August 1984 dem Stavanger Maritime Museum geschenkt. Die Übergabe nahm der damalige Kronprinz und spätere König Harald V. vor. Die Wyvern wird seitdem von einer ehrenamtlichen Besatzung gesegelt, hat wiederholt die Nordsee überquert sowie an Tall Ships’ Races teilgenommen, wo sie auf Etappen Klassen- und Gesamtsieger wurde.
Am 11. Juli 2013 schlug die Wyvern während eines Tall Ships’ Races in ostschwedischen Gewässern zwischen Öland und Gotland leck. Nach einem Notruf um 5.21 Uhr organisierte Schwedens Luft- und Seenotrettungsdienst (Sjö och Flygräddningen) eine Rettung mittels Hubschraubern und an den Unglücksort umgeleiteter Berufsschifffahrt. Alle zehn Besatzungsmitglieder der Wyvern konnten bis 6.42 Uhr abgeborgen werden. Danach begaben sich jedoch noch drei Stammbesatzungsmitglieder des zu Hilfe geeilten niederländischen Segelschiffes Wylde Swan, das ebenfalls an der Regatta teilnahm, an Bord der Wyvern, um sie durch Pumpen vor dem Untergang zu retten. Bevor die Yacht dennoch um 9.37 Uhr sank, konnten sich zwei der Besatzungsmitglieder ins Wasser retten und von einem Rettungshubschrauber aufgenommen werden; ein Maschinist der Wylde Swan hingegen starb. Die Wyvern konnte später geborgen werden und kehrte am 15. August 2013 in ihren Heimathafen Stavanger zurück. Das Schiff wurde anschließend in Dänemark instand gesetzt und konnte im Juli 2014 wieder an das Schifffahrtsmuseum Stavanger übergeben werden.

## Maße und Längen
Die Länge über alles beträgt 18,20 m und die breiteste Stelle des Schiffes misst 5,40 m. Die Wyvern hat einen Tiefgang von 3,25 m und eine Verdrängung von 59 Tonnen. Die Masthöhen betragen 24,00 m für den Großmast und 13,00 m für den Besanmast, das Großsegel hat eine Fläche von 81,5 m². Als Hilfsmotor dient ein 170-PS-Volvo-Penta-Dieselmotor.

## Nachbau
In einem Projekt, an dem 527 europäische Auszubildende beschäftigt waren, wurde bis 1992 eine Replik der Wyvern gebaut, die Wyvern von Bremen; Ende 2008 wurde sie nach Norwegen verkauft und nach ihrem neuen Heimathafen in Wyvern af Ålesund umbenannt.